# Beaupuy (Tarn-et-Garonne)
Beaupuy település Franciaországban, Tarn-et-Garonne megyében. Lakosainak száma 274 fő (2022. január 1.). Beaupuy Bouillac, Bellesserre, Le Burgaud, Lagraulet-Saint-Nicolas és Savenès községekkel határos.

## Népesség
A település népességének változása:
| Lakosok száma | 320  | 287  | 278  | 265  | 260  | 257  | 262  | 268  | 274  |
|               | 2013 | 2015 | 2016 | 2017 | 2018 | 2019 | 2020 | 2021 | 2022 |